# Gaza
Gaza (en árabe: غزة‎ Ġazza; en hebreo, עזה Azzah), también denominada Ciudad de Gaza, es la principal ciudad de la Franja de Gaza, parte del Estado de Palestina. Según la Oficina Central de Estadísticas de Palestina, su población estimada en 2021 era de unos 645 576 habitantes, lo que la colocaba como la ciudad más poblada de Palestina.

## Toponimia
El significado original de la palabra es poco claro. Se piensa que deriva de la palabra hebrea ʻAzzāh "fuerte"; sin embargo el ʻ en ʻAzzāh es original (del protosemítico *ʻzz), donde el ʻ en ʻAzza deriva del original Ġ. Los registros más antiguos que contienen el nombre de Gaza se remontan al antiguo Egipto, en los cuales se transcribe como q-ḏ-t o g-ḏ-t, en un intento de reconstruir el cananeo suena ġ ya que la z no existía en el egipcio de ese periodo. Las tablillas de Tell el-Amarna la llaman Qazati. Los registros en babilonio del siglo V a. C., la llaman Ḫazatu. En griego antiguo se la menciona como Γάζα. En hebreo, su pronunciación varía de *Ġazzāh a ʻAzzāh hacia el siglo I, cuando se observó mayor influencia de lenguas semíticas como el arameo. La forma escrita del nombre "Gaza" en árabe data del año 674 d. C. (54 AH), aunque el nombre se menciona en tradiciones preislámicas.

## Historia
Gaza ha sido objeto de disputa en muchas ocasiones debido a su localización entre Asia y África, su territorio fértil y su valor como puerto marítimo, tratándose del único puerto natural protegido entre el Sinaí y la costa libanesa.

### Antigüedad hasta Alejandro Magno
La referencia más temprana a la ciudad data del reinado de Tutmosis III en el siglo XV a. C.[cita requerida] También se menciona en las Tablillas de Tell el-Amarna, si bien el emplazamiento exacto de la antigua Gaza es desconocido.[cita requerida]
La ciudad pareciera haber quedado sólidamente bajo control egipcio a principios del reinado en solitario de Tutmosis III (ca. 1460 a. C.). Gaza fue inicialmente la principal base egipcia en el Levante, y luego uno de sus tres centros administrativos en la región (junto a Sumur y Kumidi), siendo así sede de un comisario general u oficial egipcio (rabisu en acadio y sokinu en cananeo) que dependía directamente del faraón y al que estaban subordinados los príncipes locales. Basados en este hecho, algunos historiadores (como Hans Wolfgang Helck) han argumentado que el Levante egipcio estaba claramente organizado en tres provincias, siendo Gaza la capital de la provincia sur. Pero esta conclusión no es segura.
Se supone que los filisteos se asentaron en la región sirviendo como mercenarios en el ejército egipcio, para luego heredar los principales asentamientos tras el derrumbamiento del control egipcio en la zona hacia el 1150 a. C.Finalmente, se organizaron en una pentápolis dirigida por cinco monarcas llamados seren, en la cual parecía que, al principio, Gaza poseía la hegemonía. Sin embargo, en la primera mitad del siglo XI a. C., el centro de gravedad pasó a la ciudad de Asdod.
En tiempos bíblicos, Gaza fue una de las ciudades más grandes de los filisteos. La ciudad filistea se construyó sobre una colina de unos 45 m s. n. m. a unos 2.4 km del mar Mediterráneo. Era una ciudad amurallada de unas 80 ha.[cita requerida] Cayó sucesivamente bajo control de los israelitas, asirios, egipcios, babilonios, y persas.
En el año 738 a. C. el rey asirio Tiglatpileser III sometió la región, imponiéndole tributos y estableciendo un centro comercial asirio en las cercanías de la ciudad. Gaza fue una de las ciudades que se negó a pagar los tributos hacia el 735, lo que motivó una nueva intervención asiria en 734 a. C., durante la cual Tiglatpileser atacó y saqueó la ciudad. Su rey, Hanno, se refugió en Egipto. Durante los levantamientos contra Asiria que siguieron al derrocamiento de Salmanasar V y la subida al trono de Sargón II en 722 a. C., el rey de Gaza, Hanuna, encabezó (junto al rey de Hama, Ilubi'di) una coalición anti-asiria apoyada por un ejército egipcio; pero en 720 Sargón venció a Ilubi'di cerca de Qarqar (en la actual Siria), se apoderó de Gaza y derrotó a Hanuna y al egipcio Sibu (probablemente un general del faraón Boccoris o Bakenrenef) en una batalla en Rafia (la moderna Rafah). En 701 a. C., tras sofocar un nuevo levantamiento en la región provocado por la muerte de Sargón, el rey asirio Senaquerib entregó a Gaza parte del territorio del derrotado rey Ezequías de Judá.

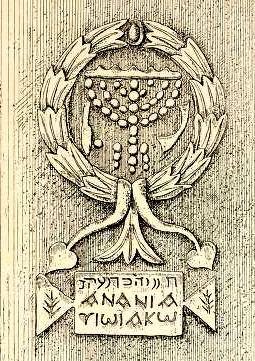
Bajorrelieve reutilizado (ahora destruido), encontrado en 1870 en la Gran Mezquita, antigua Iglesia Cruzada de Gaza, que representa una menorá con indicaciones en hebreo y griego.

Tras la caída de Asiria ante una coalición de medos y babilonios en 612 a. C., la región sirio-palestina fue disputada entre el Imperio Neobabilónico y Egipto. La toma de Karkemish en 605 por el aún príncipe heredero Nabuconodosor conllevó el control babilonio de casi toda Siria-Palestina hasta la frontera egipcia, situación que fue afianzada con campañas anuales regulares. Hacia el 590 a. C. el faraón Apries se apoderó de Gaza, que conservó por poco tiempo. Hacia 575 a. C. Nabuconodosor había solidificado sus posesiones sirio-palestinas. El comúnmente llamado "calendario cortesano" de Nabuconodosor del 565, un documento conmemorativo de la fundación de un edificio que incluye una lista de los miembros de la corte, descubierto en unas excavaciones alemanas en Babilonia, menciona a algunos reyes vasallos, incluyendo a "el rey de Gaza" (luego del de Tiro y antes del de Sidón). Según el historiador René Labat, estos reyes clientes tenían la misma categoría que los gobernadores provinciales babilonios (los "Grandes de Akkad").
Babilonia fue derrotada por el rey persa Ciro II el Grande en 539, y poco después Siria y Palestina fueron incorporadas al Imperio Persa. En 525 a. C. su hijo Cambises II conquistó Egipto.
Como ejemplo de las redes comerciales de las que formaba parte Gaza podemos citar una inscripción fundacional de ca. 370 a. C. en el suroeste de la península arábiga, en lo que entonces era el reino de Ma'in y Yathil (en el actual Yemen), que menciona un viaje comercial realizado por el autor a Gaza, Egipto y Siria.

### Períodos helenístico, romano y bizantino

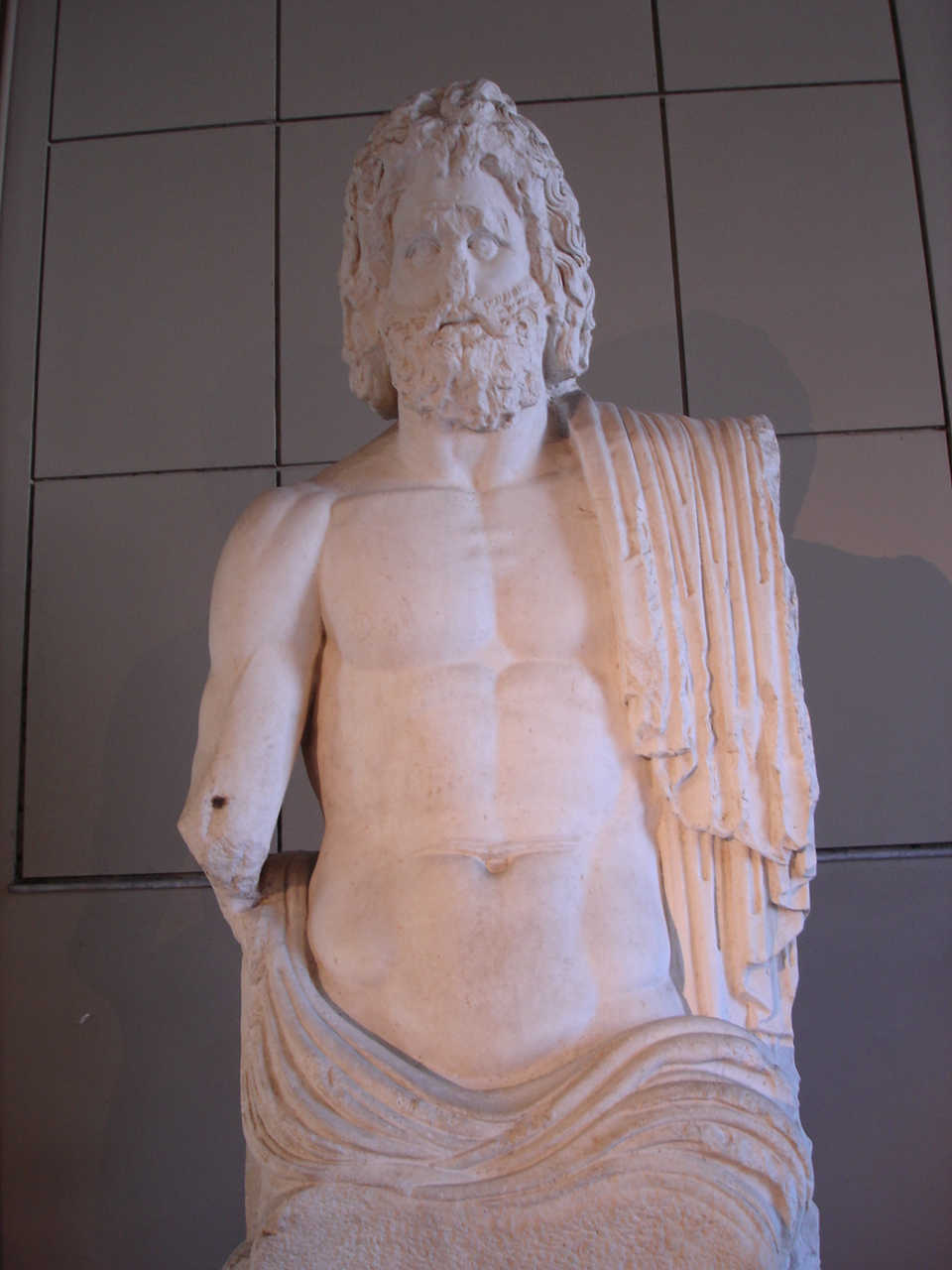
Estatua de Zeus desenterrada en Gaza.

En 332 a. C., tras la toma de Tiro en agosto, Alejandro Magno se dirigió al sur rumbo a Egipto, encontrando resistencia en Gaza, que estaba defendida por el sátrapa Batís, un eunuco árabe. Tras un asedio de dos meses (de septiembre a noviembre), Alejandro tomó la ciudad e hizo ejecutar a Batís sujetándolo a un carro que dio vueltas a los muros de la ciudad hasta que el sátrapa murió. Se dice que durante el asedio Alejandro aseveró que cuanto mayor fuera la dificultad de tomar la ciudad, más importante era lograrlo, para así desmoralizar al enemigo.
La moderna Gaza se construyó en la época de Herodes el Grande.[cita requerida]. Plinio el viejo la cita.
En el 401 o 402 d. C. los templos paganos de la ciudad fueron demolidos por el obispo Porfirio de Gaza con el beneplácito del emperador y la colaboración voluntaria de los soldados. El Marneion fue reemplazado por una catedral, construida en el 401 o 402 bajo el patrocinio de la emperatriz Eudocia (esposa de Arcadio), quien envió desde Constantinopla los planos y treinta y dos columnas de mármol verde griego. Para realizar la obra el obispo contrató a un arquitecto de Antioquía llamado Rufino. La planta cruciforme de la catedral probablemente estaba basada en la de la iglesia de los Santos Apóstoles de Constantinopla (siglo IV).
En el siglo VI Gaza fue un centro cultural cristiano de importancia, siendo sede de una activa escuela de retóricos y poetas cristianos. De aquella época de cultura griega, tres filósofos son los personajes históricos más relevantes: Eneas de Gaza (ca. 430/450-ca. 518), neoplatónico cristiano, Zacarías de Gaza, obispo de Mitylene (muerto antes de 553) y Procopio de Gaza (465-529).[cita requerida]

### Conquista árabe y Medievo
En el 632 se inició la conquista musulmana de Palestina. Gaza ofreció cierta resistencia, y parece haber sido tomada por Amr ibn al-As hacia el 636. La ciudad fue capturada por los cruzados hacia 1100, aunque fue reconquistada por los musulmanes en el año de 1187.

### Período otomano

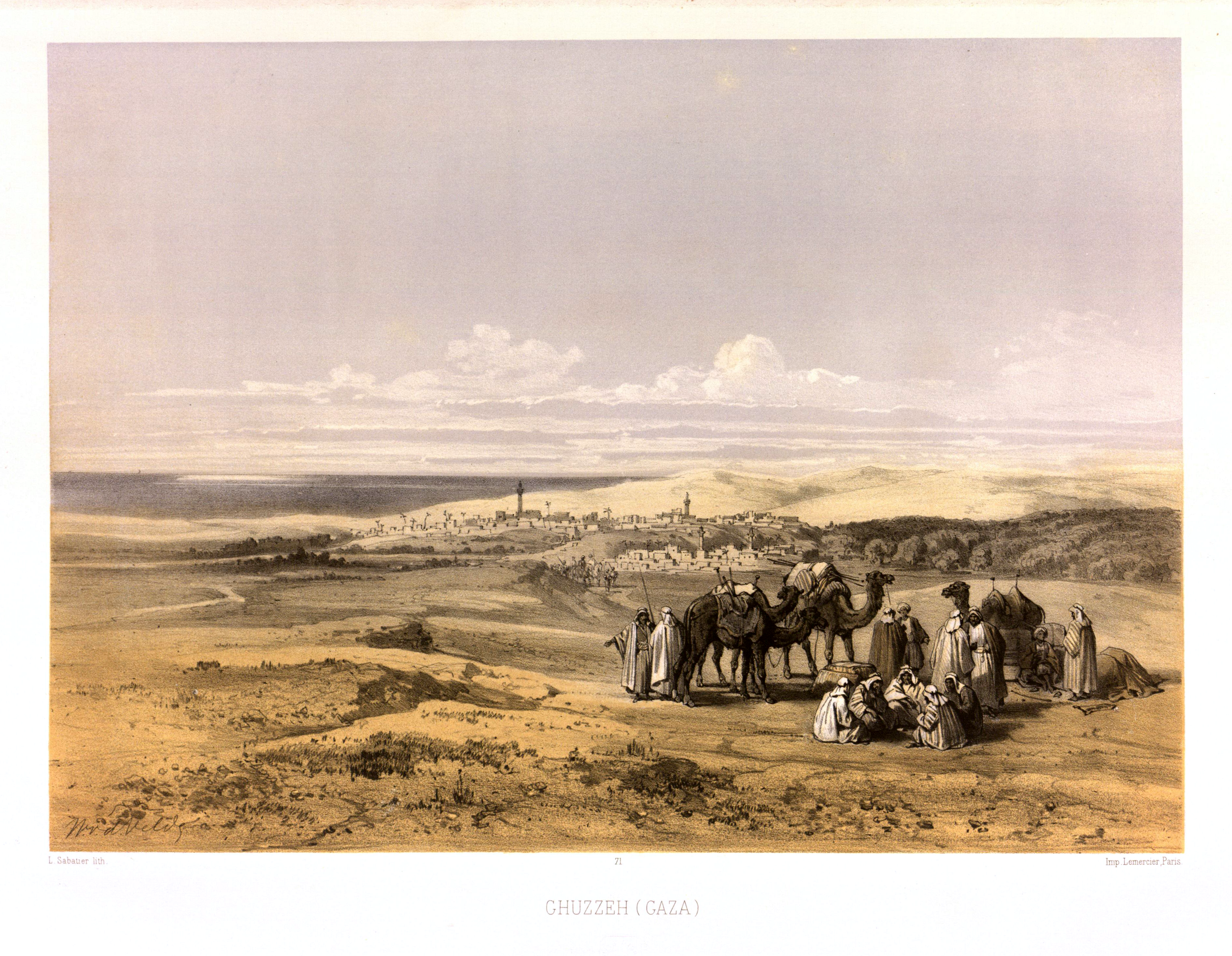
Vista de la ciudad de Gaza en una litografía de mediados del

El Imperio otomano tomó control de Gaza hacia 1517.

### Comunidad judía en Gaza
Hubo presencia judía en Gaza hasta que llegó la orden de Roma de expulsarlos en el año 61, durante la primera guerra judeo-romana. En los tiempos del Mishnah y del Talmud había una gran comunidad judía en Gaza. Se encontraron restos de una antigua sinagoga, construida alrededor del año 500, cerca del puerto de la ciudad de Gaza.
La comunidad judía de Gaza fue aniquilada durante las Cruzadas, pero retornó y fue reconstruida durante la ocupación de los mamelucos. En febrero de 1799, cuando las fuerzas francesas conducidas por Napoleón entraron a la ciudad, una terrible plaga hizo a los judíos dispersarse a otras áreas fuera de Gaza. En el año 1886, treinta familias judías regresaron a Gaza, pero fueron deportadas por los otomanos durante la Primera Guerra Mundial. Los judíos volvieron a Gaza después de que la guerra terminara, pero los árabes los forzaron a irse nuevamente después de los motines de 1929 de Palestina y de las masacres subsecuentes de judíos en Safed y Hebrón. Después de estos alborotos, en los cuales más de 130 judíos fueron asesinados, los británicos prohibieron a los judíos vivir en Gaza para calmar la tensión. Los judíos no volvieron a Gaza, hasta que en 1946 se estableció el kibutz Kfar Darom, en el centro de la Franja de Gaza.
Entre los judíos famosos de Gaza se incluyen al poeta litúrgico medieval Israel Najara, que fue enterrado en el cementerio local de Gaza; al religioso Shabtai Tzvi, y al teólogo Nathan de Gaza. El rabino Abraham Azulai vivió en Gaza en 1619, y fue allí donde escribió el libro por el cual es recordado, su trabajo cabalístico “Hesed le-Avraham”.

### Historia moderna

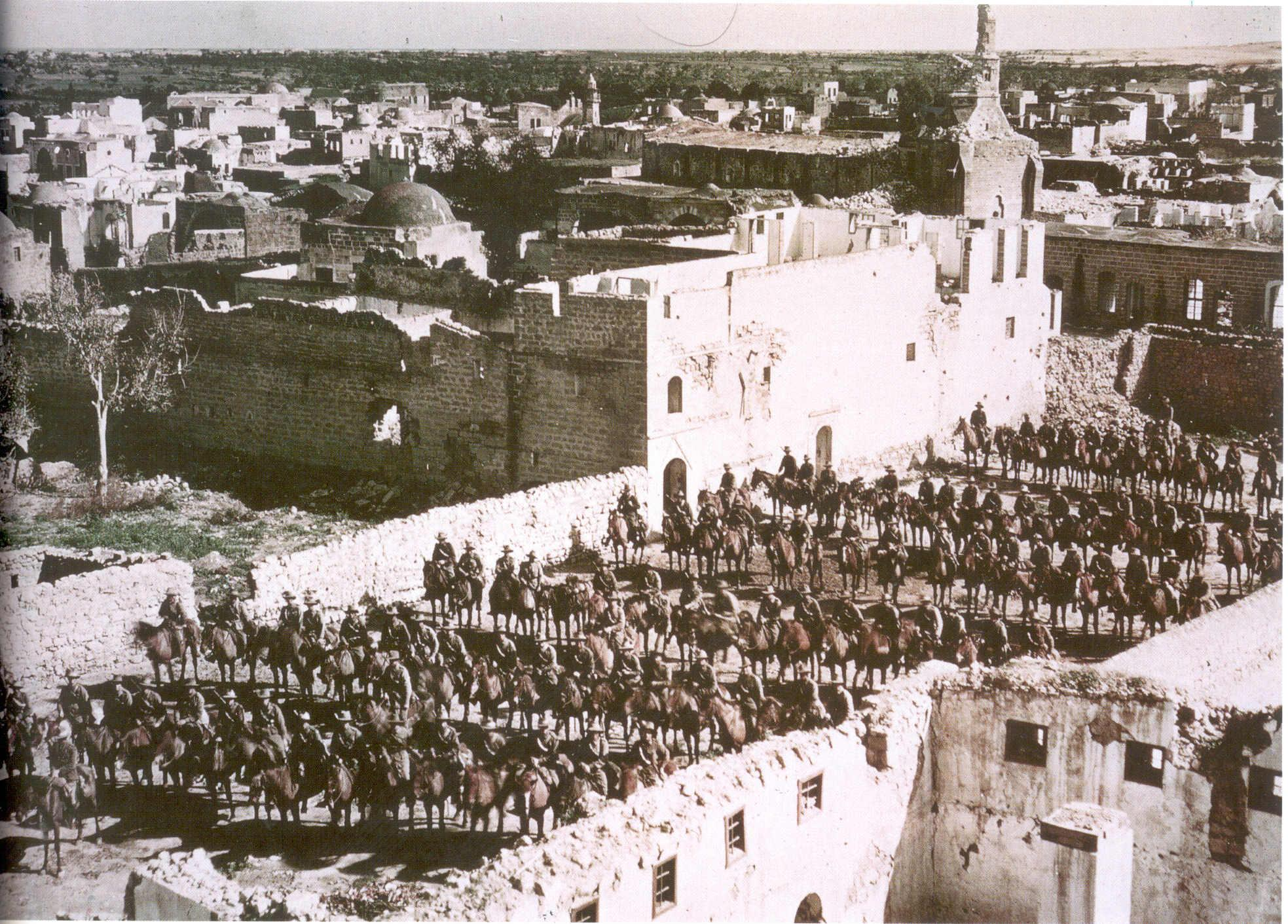
Gaza tras la toma por los británicos

Durante la Primera Guerra Mundial, el 7 de noviembre de 1917 al terminar la Tercera Batalla de Gaza, el Reino Unido tomó Gaza del Imperio otomano. En 1929, varias protestas árabes causadas por la llegada de inmigrantes judíos desembocaron en la muerte de 110 judíos y 70 árabes. Los británicos instalaron a los judíos en otras ciudades, pero algunos retornaron y fueron trasladados al kibutz de Kfar Darom en 1946.
Después de la guerra árabe-israelí de 1948, Gaza quedó ocupada por Egipto hasta 1967. Luego de la victoria israelí en la guerra de los Seis Días, Gaza fue ocupada por Israel. En 1988 se redactó la Declaración de independencia de Palestina, que se refería a la región de Palestina como la definía el Mandato Británico de Palestina, es decir, que incluía a la totalidad de Israel, Cisjordania y la Franja de Gaza.
En 1993 se firmaron los Acuerdos de Oslo con el reconocimiento mutuo entre el gobierno de Israel y la Organización para la Liberación de Palestina, como representante del pueblo palestino. En 2002, el Consejo de Seguridad de la ONU declaró su idea de dos Estados: Israel y Palestina. En 2003, se aprobó en Ginebra un acuerdo no oficial de paz entre israelíes y palestinos prominentes.

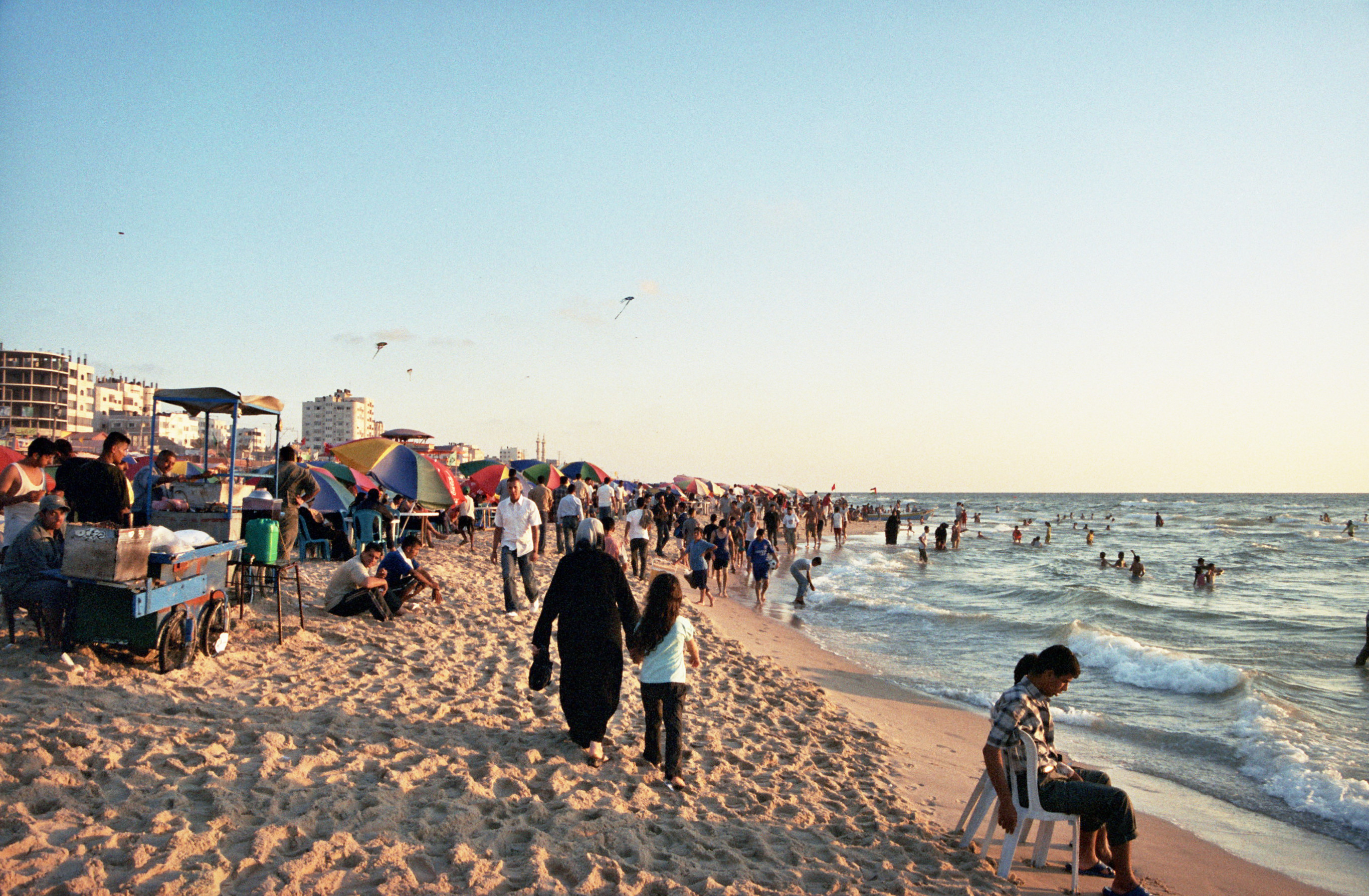
Gente en la playa de Gaza en 2006

En 2005, Israel desocupó toda la Franja mediante el plan de retirada unilateral implementado por el gobierno de Ariel Sharón, en el que Israel retiró a sus colonos y tropas de Gaza. En 2006, Hamás llegó al poder luego de ganar las elecciones y enfrentarse con las armas para expulsar de Gaza a Al Fatah. El gobierno de Al Fatah en Cisjordania también ha impuesto sanciones económicas a Gaza.

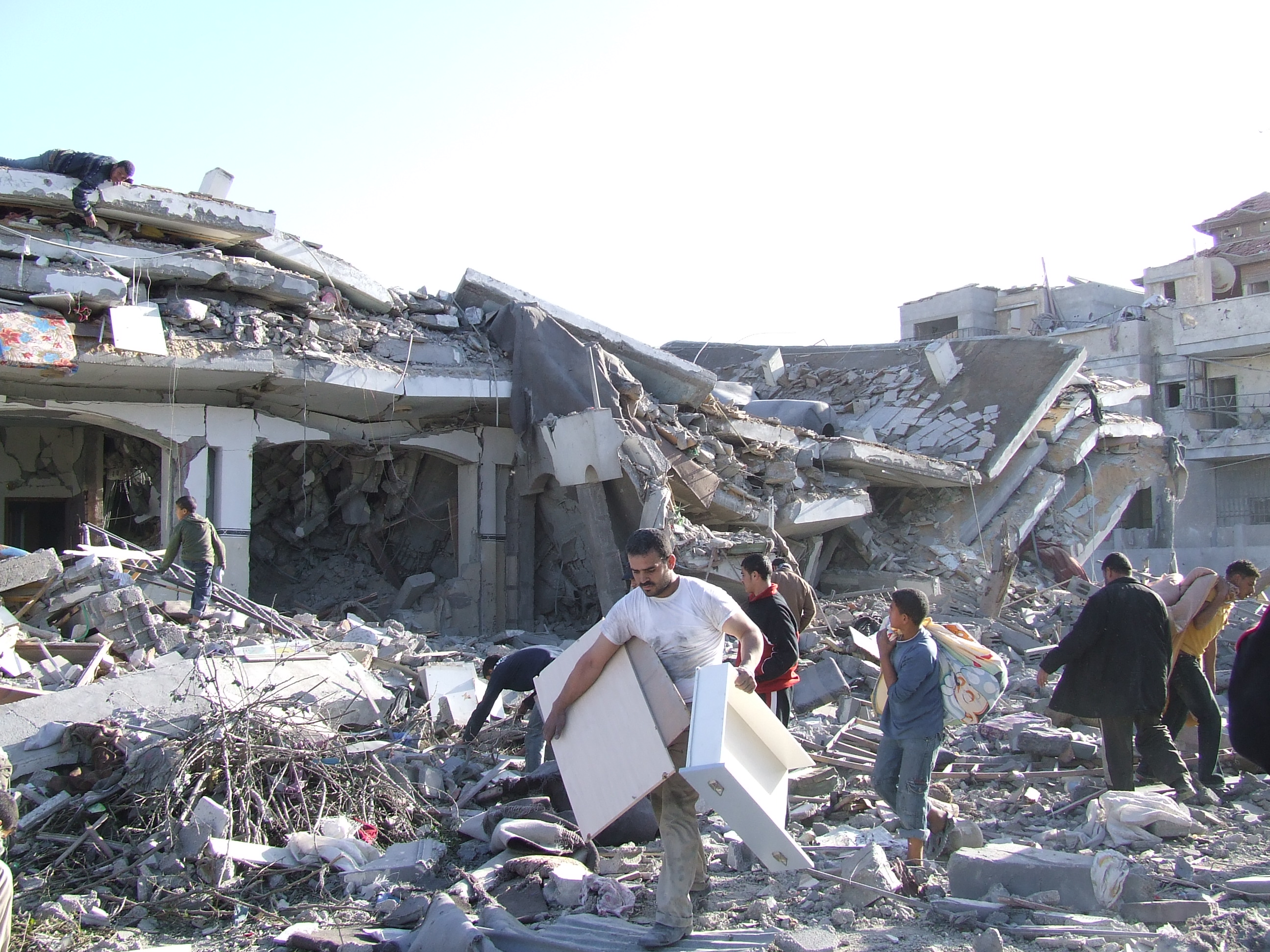
Escombros en Gaza tras los ataques de Israel de 2008 y 2009 (la llamada "Operación Plomo Fundido")

Desde entonces, las organizaciones palestinas han realizado lanzamientos de cohetes Qassam contra las poblaciones del sur de Israel, lo que ha originado la continua respuesta israelí, con bloqueos del espacio aéreo y marítimo y cortes en el suministro de gas, agua y electricidad (suministrados principalmente por el propio Israel). Debido a su escasa superficie y a su carácter eminentemente urbano, la Franja de Gaza es uno de los lugares más densamente poblados del planeta, lo que, unido a la carencia de servicios básicos debido a la corrupción de los gobiernos locales y de las represalias del ejército israelí, explica las paupérrimas condiciones en las que viven sus habitantes. El aumento en el lanzamiento de cohetes y los ataques aéreos a finales de 2008, desembocó en una operación terrestre, en enero de 2009, durante el gobierno de Ehud Ólmert y cuando faltaba un mes para la investidura de Barack Obama como presidente de Estados Unidos: la denominada «Operación Plomo Fundido» contra Hamás. Las consecuencias de dicha operación fueron más de un millar de fallecidos y la destrucción de gran parte de las infraestructuras de la ciudad.
Entre el 14 y el 21 de noviembre de 2012, las FDI lanzaron la Operación Pilar Defensivo contra líderes del más alto nivel del grupo islamista Hamás, en la Franja de Gaza, con el objetivo de reducir el número de ataques con cohetes contra civiles israelíes, mientras que la organización disparó cohetes de largo alcance contra las ciudades de Tel Aviv y Jerusalén por primera vez. Más de 150 personas murieron y 1200 resultaron heridas en Gaza. Hamás bombardeó Israel con más de 1500 cohetes. Más de cien cohetes disparados por Hamás cayeron en la propia Franja de Gaza.
En 2011, el presidente de la Autoridad Nacional Palestina, Mahmoud Abbas, presentó la solicitud de ingreso de Palestina a las Naciones Unidas. El 29 de noviembre de 2012, Palestina recibió el reconocimiento de la ONU como Estado Observador No Miembro ante la asamblea, con una votación de 138 estados a favor, 9 en contra y 41 abstenciones, apenas unos días luego de haber terminado un conflicto armado entre Israel y la franja que dejó cerca de un centenar de muertos.

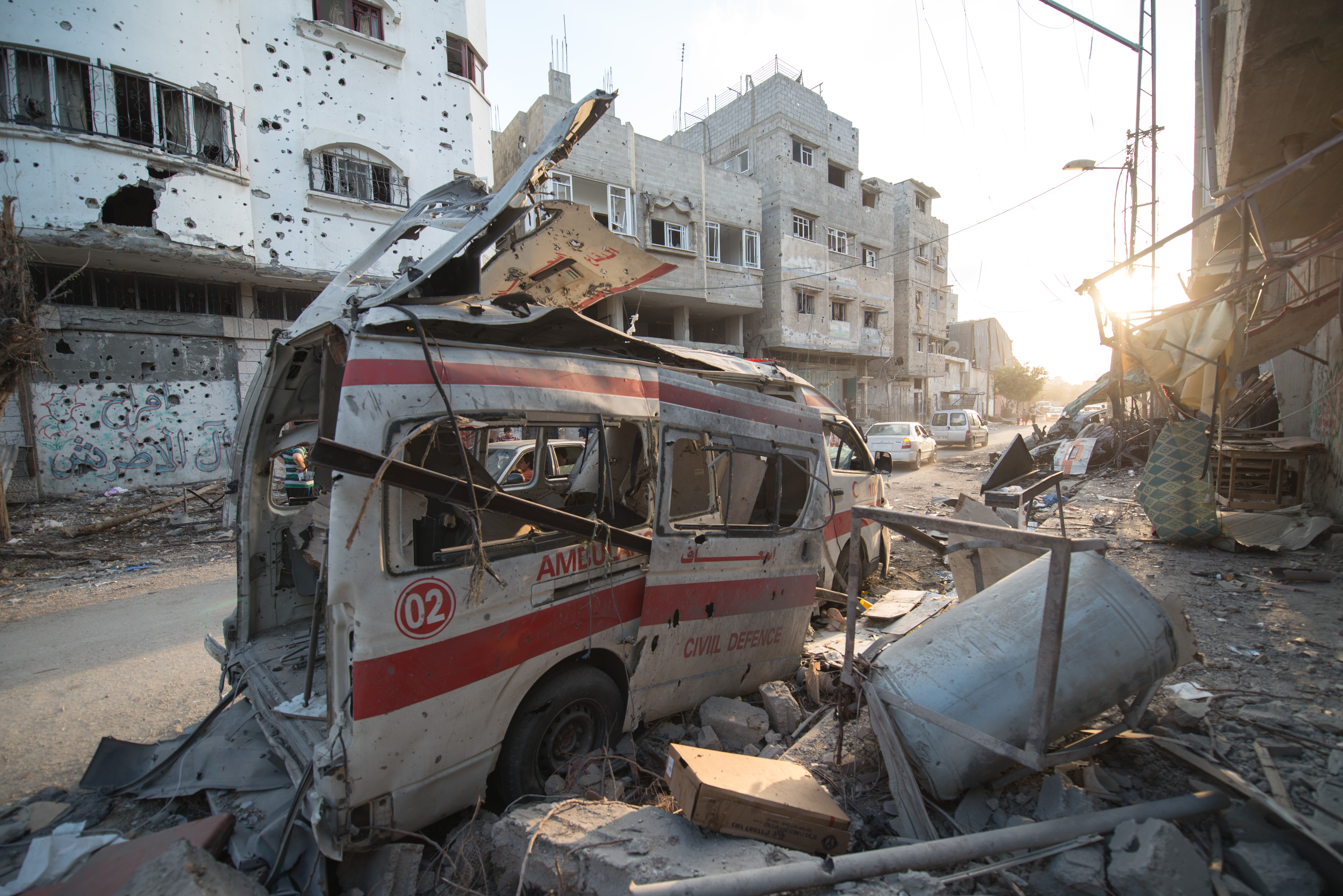
Ambulancia destruida en los ataques de las Fuerzas de Defensa de Israel en 2014 (la llamada "Operación Margen Protector")

En julio de 2014, como respuesta al secuestro y asesinato de tres jóvenes israelíes que volvían a casa tras asistir a clase, Israel inició la Operación Margen Protector, en la cual más de 1000 personas murieron en los dos bandos. Durante varios días, Israel lanzó panfletos y puso anuncios en la prensa palestina pidiendo a los civiles que se marcharan del norte de la Franja de Gaza ante un inminente bombardeo. Hamás instaba a los civiles a hacer caso omiso de los avisos de evacuación de las fuerzas armadas israelíes, quienes acusaron a la organización de utilizar intencionadamente civiles palestinos como escudos humanos para protegerse de los ataques israelíes, ya que miles de palestinos tuvieron que huir de sus viviendas del norte de Gaza. Se encontraron armas almacenadas en tres escuelas sin civiles y se atacaron cinco escuelas con refugiados. En tres de ellas hubo muertes de civiles.
Varias organizaciones de defensa de los Derechos Humanos han condenado la operación israelí por el asesinato de cientos de civiles y por el desplazamiento forzado de la población civil para evitar los bombardeos. El 18 de julio, la ONU dijo que uno de cada cinco fallecidos eran niños.
Durante años hubo varios intentos de resolver el conflicto Fatah-Hamás. En 2017, Hamás y Al Fatah firmaron un acuerdo de reconciliación, pero el proceso de entendimiento no se ha materializado.

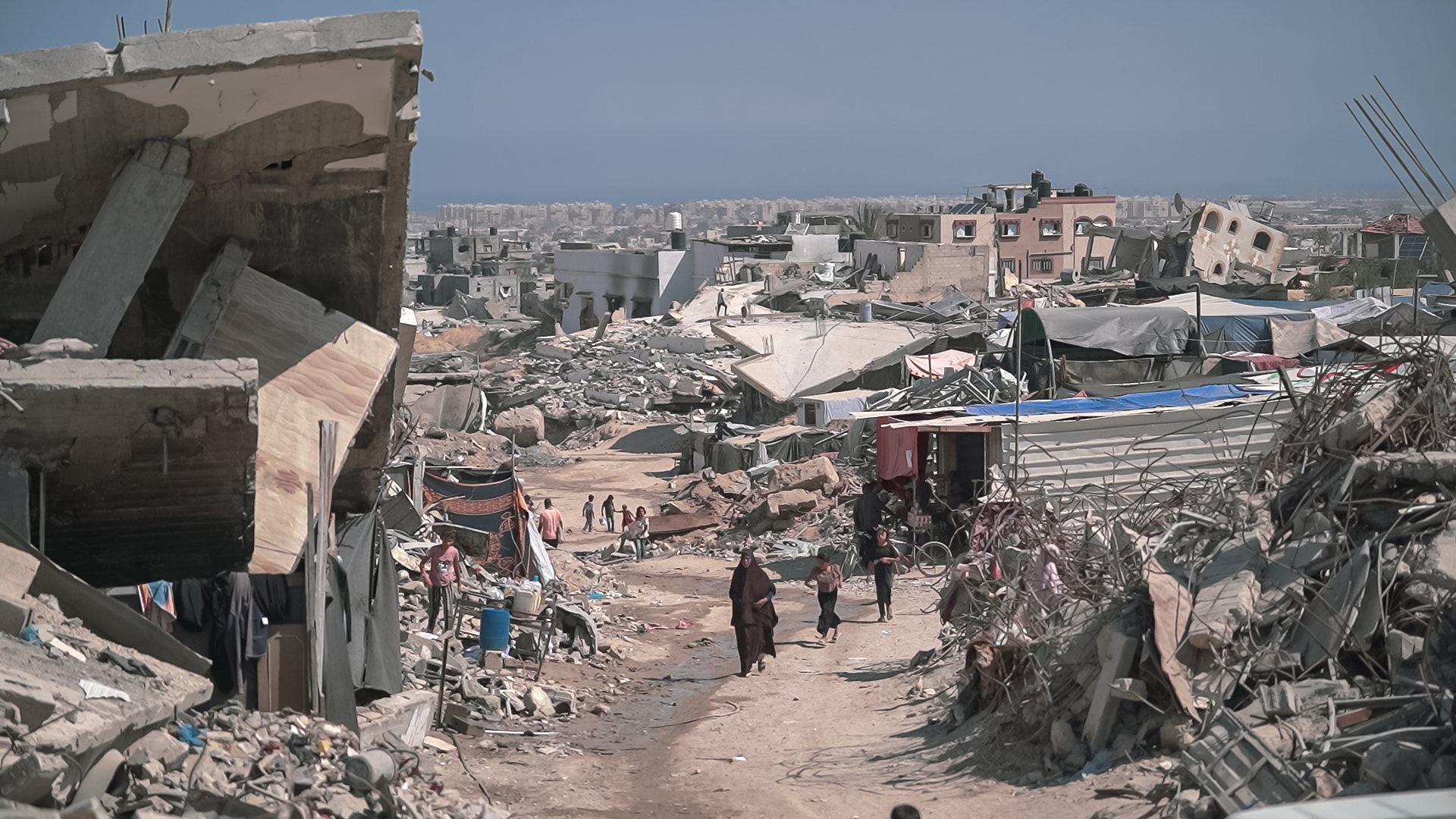
Las ruinas de Gaza tras los ataques aéreos israelíes en el conflicto de 2023-2025

En agosto de 2020, Hamás, que gobierna desde 2006 sin elecciones, aceptó un acuerdo de alto al fuego con Israel, luego de que, en represalia por el lanzamiento de globos incendiarios y cohetes que produjeron más de 400 incendios en Israel, el Estado judío cerrara el paso de Kerem Shalom y detuviese así el suministro de combustible.
El 7 de octubre de 2023 Hamás lanzó un ataque hacia el sur de Israel que provocó la muerte de unos 1200 israelíes, tanto civiles como militares, y el secuestro de más de 250 civiles y militares israelíes, y la posterior escalada que terminaría en una invasión primero en el norte y luego en el sur de la Franja de Gaza. Gran parte de Gaza fue devastada por los bombardeos y por los buldóceres israelíes, y en especial los barrios de Zeitún y Shujaiya.

## Edificios singulares
- Gran Mezquita (Al-Omari), construida sobre el antiguo templo de Marnas, después, fue una iglesia ortodoxa griega, después mezquita, después iglesia normanda durante las cruzadas, y después mezquita.
- Fuerte de Napoleón (Qasr El-Basha), donde pasó unas noches durante su ocupación en 1799.
- Iglesia de San Porfirio, construida en el siglo IV, donde murió y fue enterrado san Porfirio (420). Todavía está en uso por una comunidad ortodoxa griega.
- Mezquita de Al-Sayed Hashem, localizada en Al-Daraj. Es la tumba de Hashim ibn Abd Manaf, el abuelo de Mahoma, que murió en la ciudad durante un viaje.

## Transporte
En Gaza existió un aeropuerto internacional, inaugurado en 1998, cuyas pistas de aterrizaje e instalaciones fueron destruidas por la aviación israelí poco después del comienzo de la Segunda Intifada, en septiembre de 2000. La Organización de Aviación Civil Internacional (OACI) condenó duramente la destrucción del aeropuerto e instó a Israel a que tomase las medidas necesarias para su reapertura.

## Ciudades hermanadas
- Barcelona (España)[53]
- Cáceres (España)
- Cascais (Portugal)[54]
- Tabriz (Irán)
- Tel Aviv (Israel)[55]